# Kehlsteinhaus

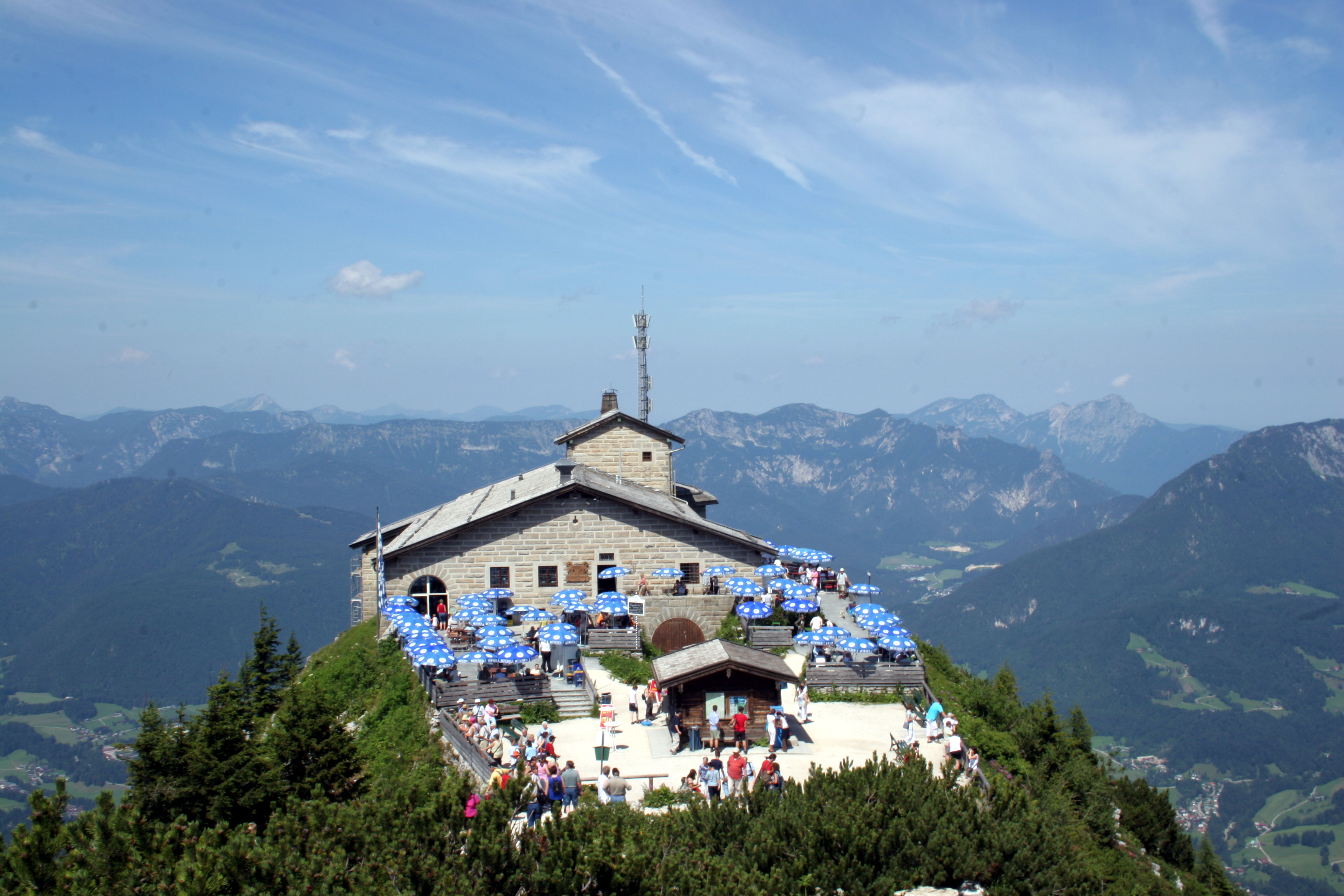
Kehlsteinhaus juli 2005.

Kehlsteinhaus är ett hus beläget på berget Kehlstein (1 834 meter över havet) högt över byn Berchtesgaden. Huset byggdes till Adolf Hitler med Martin Bormann som byggherre och Nationalsocialistiska partiet som betalare.
Huset och vägen upp till huset byggdes samtidigt under 13 månader under åren 1937 och 1938, dock med stopp under vintermånaderna. Idag är vägen stängd för allmän trafik och en specialbuss transporterar turisterna upp till Hitlers "örnnäste". Vägen slutar nedanför huset på cirka 1 700 meters höjd. Inspektör Ing. Fritz Todt fick 1937 uppdraget som ansvarig för konstruktionen av vägen fram till Kehlstein. Vägen är 6,5 kilometer lång och 4 meter bred och skulle grävas och sprängas ut i sidan av berget av över 3 000 stenarbetare och murare av från Tyskland, Österrike och Italien. Fem tunnlar grävdes ut och en parkeringsplats där fordon kunde vändas byggdes. Därifrån grävdes en tunnel 3 meter hög och 124 meter rakt in i berget.

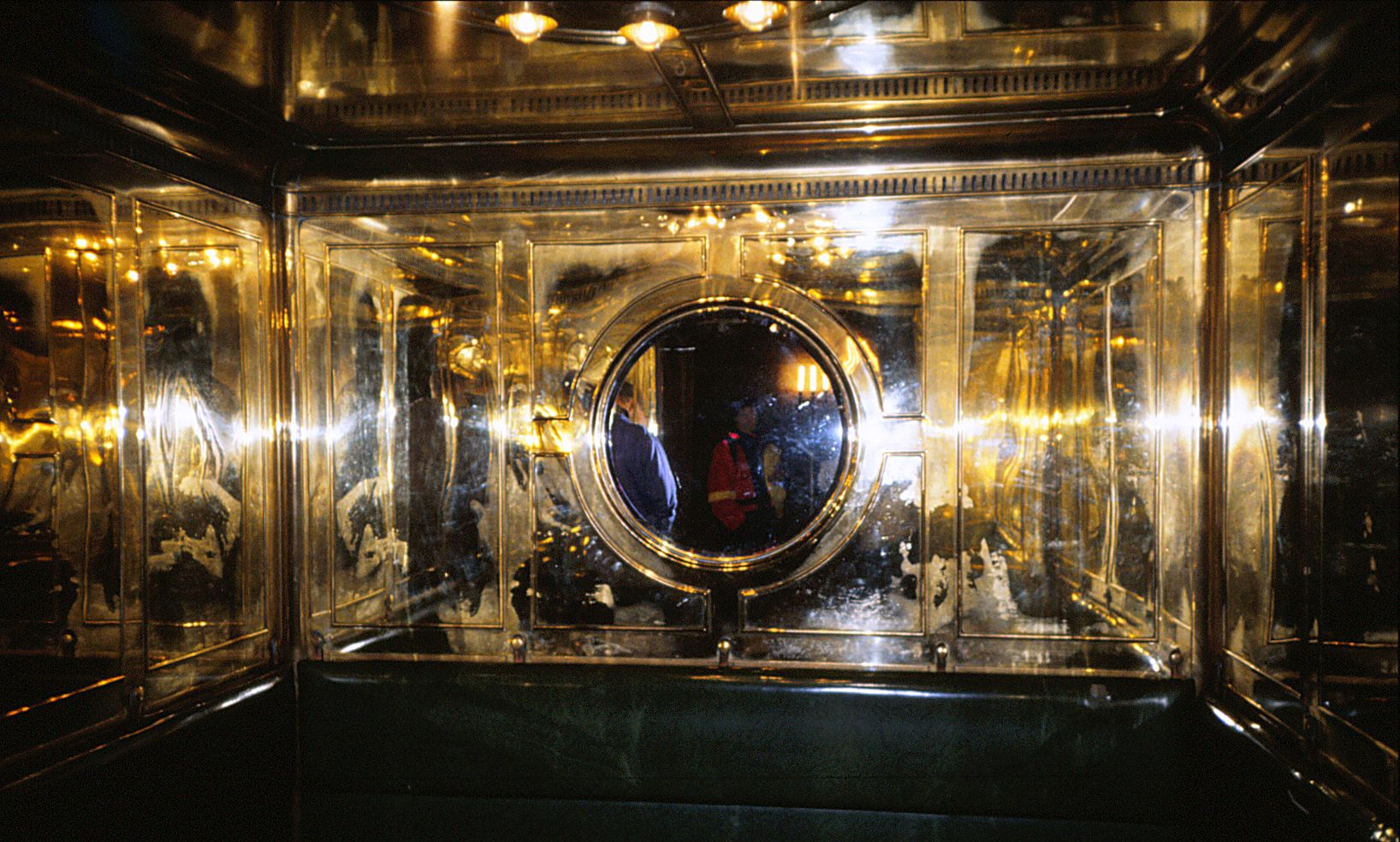
Hissen

Vid slutet av tunneln finns ett rum med väggar av för hand uthuggen natursten. I rummet finns en hiss upp till en hall i Kehlsteinhaus. Invändigt är hissens väggar och tak klädda i mässing och venetianska speglar och grönt läder. Uppe i Kehlsteinhaus i den största salongen domineras rummet av en öppen spis i röd italiensk marmor och som skänkts av Benito Mussolini. Idag finns en restaurang i huset.
Trots den omedelbara närheten till sitt semesterhem Berghof besökte Hitler sällan Kehlsteinhaus. Den enda politiskt betydelsefulla person som Hitler mottog här var den avgående franska ambassadören i Tyskland, André François-Poncet, den 18 oktober 1938.
En annan stor händelse på Kehlsteinhaus var bröllopsmottagningen som följde efter giftermål mellan Eva Brauns syster Gretl och Hermann Fegelein den 3 juni 1944. Händelsen filmades och bland andra Martin Bormann kan ses i filmen. 
Efter kriget användes Kehlsteinhaus av de allierade amerikanska styrkorna som en militär postering och var ej tillgänglig för civila. Det var inte förrän år 1960 som den lämnades tillbaka till staten Bayern. Idag är huset museum.